# Ruri no shima
Ruri no shima (瑠璃の島 l'isola di Ruri) è un dorama stagionale prodotto e mandato in onda da Nippon Television nel 2005; è stato seguito da uno special trasmesso due anni dopo.

## Trama
Sulla piccola isola di Hatomi (nome fittizio derivato da Hatoma, appartenente alle Isole Yaeyama) situate nella prefettura di Okinawa, la parte più meridionale del Giappone, vige uno stato di grave crisi sociale: sono rimasti in appena 49 abitanti. La locale scuola elementare è rimasta del tutto priva di allievi ed il signor Nakama va a Tokyo cercando di convincere la famiglia della figlia a far trasferire il nipote: ne riceve però un netto e deciso rifiuto.
La chiusura della scuola, unico simbolo di speranza nel futuro, significherebbe la fine definitiva della loro piccola e chiusa società. A questo punto a Nakama non rimane altra soluzione che provare ad adottare un altro bambino da portare con sé: Ruri è un'undicenne più matura dell'età che porta, ma dal carattere forse un po' difficile e scontroso a causa di una madre che non si occupa molto di lei. Appurate le buone e sincere intenzioni del signor Nakama, la donna finalmente accetta permettendo che la figlia vada a vivere nell'isola.
L'insegnante locale, Sanae, non pare purtroppo comprendere la bambina la quale si dimostra diffidente per natura non avendo mai ricevuto affetto sincero da parte degli adulti; presto la donna comincia a criticarne aspramente il modo di portare i capelli e l'abbigliamento di Ruri; il loro dissidio finisce con il riverberarsi anche sugli altri membri della comunità, che iniziano così a manifestare notevoli dubbi sull'idea avuta da Nakama. Solamente lui e la moglie Megumi continuano a stare fortemente e con entusiasmo dalla parte di Ruri.
Dopo che Kawashima, un uomo strano e misterioso giunto da poco, salva la vita a Ruri che stava rischiando di morire affogata in mare quest diviene l'unico amico e coscienza critica della ragazzina durante la sua esistenza quotidiana nell'isola. Kawashima pare esser fuggito in quell'ambiente sperduto per oscuri motivi.

## Cast
- Riko Narumi - Fujisawa Ruri
- Yutaka Takenouchi - Kawashima Tatsuya/Takahara Makoto
- Ken Ogata - Nakama Yuzo
- Mitsuko Baishō - Nakama Megumi
- Manami Konishi - Shimabukuro Sanae
- Fumiyo Kohinata - Yonemori Shomei
- Sei Hiraizumi - Aragaki Jiei
- Yoshie Ichige - Aragaki Yoshie
- Sansei Shiomi - Miyazono Sohei
- Ittoku Kishibe - Ohama Manabu
- Taeko Yoshida - Granny Kamado
- Sakura - Kawashima Mihoko
- Toshiki Kashu - Saito Shigeru
- Haruka Igawa - Nakajima/Saito Mizuki
- Masanobu Katsumura - Matsukuma Koji
- Mayuko Nishiyama - Matsukuma Natsumi
- Naomi Nishida - Fujisawa Nao
- Risa Junna - Nakama Takako
- Anzu Nagai - Arikawa Izumi
- Noboru Kaneko - Kawashima Tatsuya
- Shunji Igarashi (ep5)
- Ko Takasugi - Nonomura Hajime (ep7-8)